# OR5D14
OR5D14 (англ. Olfactory receptor family 5 subfamily D member 14) – білок, який кодується однойменним геном, розташованим у людей на короткому плечі 11-ї хромосоми. Довжина поліпептидного ланцюга білка становить 314 амінокислот, а молекулярна маса — 35 823.
| 10         |  | 20         |  | 30         |  | 40         |  | 50         |
| ---------- |  | ---------- |  | ---------- |  | ---------- |  | ---------- |
| MMMVLRNLSM |  | EPTFALLGFT |  | DYPKLQIPLF |  | LVFLLMYVIT |  | VVGNLGMIII |
| IKINPKFHTP |  | MYFFLSHLSF |  | VDFCYSSIVT |  | PKLLENLVMA |  | DKSIFYFSCM |
| MQYFLSCTAV |  | VTESFLLAVM |  | AYDRFVAICN |  | PLLYTVAMSQ |  | RLCALLVAGS |
| YLWGMFGPLV |  | LLCYALRLNF |  | SGPNVINHFF |  | CEYTALISVS |  | GSDILIPHLL |
| LFSFATFNEM |  | CTLLIILTSY |  | VFIFVTVLKI |  | RSVSGRHKAF |  | STWASHLTSI |
| TIFHGTILFL |  | YCVPNSKNSR |  | QTVKVASVFY |  | TVVNPMLNPL |  | IYSLRNKDVK |
| DAFWKLIHTQ |  | VPFH       |  |            |  |            |  |            |

A: Аланін

C: Цистеїн

D: Аспарагінова кислота

E: Глутамінова кислота

F: Фенілаланін

G: Гліцин

H: Гістидин

I: Ізолейцин

K: Лізин

L: Лейцин

M: Метіонін

N: Аспарагін

P: Пролін

Q: Глутамін

R: Аргінін

S: Серин

T: Треонін

V: Валін

W: Триптофан

Кодований геном білок за функціями належить до рецепторів, g-білокспряжених рецепторів, білків внутрішньоклітинного сигналінгу. 
Локалізований у клітинній мембрані, мембрані.